# Campionati europei di triathlon del 1996
I Campionati europei di triathlon del 1996 si sono tenuti a Szombathely, Ungheria in data 7 luglio 1996.
Nella gara maschile ha vinto il belga Luc Van Lierde, mentre in quella femminile la danese Suzanne Nielsen.
La gara junior ha visto trionfare l'olandese per la seconda volta consecutiva Ralph Zeetsen.

## Risultati

### Élite uomini
| Pos. | Nome                   | Paese       | Nuoto    | Bici     | Corsa    | Totale   |
| ---- | ---------------------- | ----------- | -------- | -------- | -------- | -------- |
|      | Luc Van Lierde         | Belgio      | 00:14:48 | 00:54:44 | 00:32:59 | 01:42:32 |
|      | Dennis Looze           | Paesi Bassi | 00:14:47 | 00:54:50 | 00:33:02 | 01:42:38 |
|      | Ralf Eggert            | Germania    | 00:15:31 | 00:53:58 | 00:33:40 | 01:43:10 |
| 4    | Carl Blasco            | Francia     | 00:14:50 | 00:54:55 | 00:33:42 | 01:43:28 |
| 5    | Samuel Pierreclaud     | Francia     | 00:14:51 | 00:54:53 | 00:33:48 | 01:43:32 |
| 6    | Rob Barel              | Paesi Bassi | 00:15:23 | 00:53:55 | 00:34:25 | 01:43:43 |
| 7    | Jean-Claude Guinchard  | Svizzera    | 00:15:27 | 00:54:09 | 00:34:09 | 01:43:44 |
| 8    | Aleksander Merzlov     | Russia      | 00:14:48 | 00:00:00 | 00:00:00 | 01:43:47 |
| 9    | Erik Van der Linden    | Paesi Bassi | 00:14:53 | 00:57:14 | 00:31:51 | 01:43:59 |
| 10   | Laurent Jeanselme      | Francia     | 00:14:47 | 00:55:01 | 00:34:34 | 01:44:22 |
| 11   | Stephan Bignet         | Francia     | 00:14:49 | 00:00:00 | 00:00:00 | 01:44:26 |
| 12   | François Chabaud       | Francia     | 00:15:33 | 00:54:01 | 00:35:05 | 01:44:40 |
| 13   | Martin Matula          | Rep. Ceca   | 00:15:26 | 00:54:21 | 00:35:09 | 01:44:56 |
| 14   | Arnd Schomburg         | Germania    | 00:14:56 | 00:54:31 | 00:35:43 | 01:45:12 |
| 15   | Luc Huntjes            | Paesi Bassi | 00:14:54 | 00:54:43 | 00:35:52 | 01:45:31 |
| 16   | Dmitriy Gaag           | Kazakistan  | 00:15:39 | 00:56:23 | 00:33:45 | 01:45:46 |
| 17   | Markus Keller          | Svizzera    | 00:15:41 | 00:56:11 | 00:34:01 | 01:45:54 |
| 18   | Stefan Vuckovic        | Germania    | 00:15:08 | 00:54:26 | 00:36:35 | 01:46:10 |
| 19   | Attila Fazekas         | Ungheria    | 00:18:14 | 00:53:48 | 00:34:07 | 01:46:11 |
| 20   | Ingo Geifes            | Ungheria    | 00:14:50 | 00:54:55 | 00:36:28 | 01:46:14 |
| 21   | Olivier Marceau        | Svizzera    | 00:15:27 | 00:54:17 | 00:36:30 | 01:46:15 |
| 22   | Jan Hansen             | Danimarca   | 00:15:34 | 00:56:19 | 00:34:28 | 01:46:24 |
| 23   | Sergei Piatigorsky     | Stati Uniti | 00:15:35 | 00:56:22 | 00:34:31 | 01:46:29 |
| 24   | Jose Miguel Barbany    | Spagna      | 00:15:45 | 00:00:00 | 00:00:00 | 01:46:38 |
| 25   | Stefan Hachul          | Germania    | 00:15:31 | 00:00:00 | 00:00:00 | 01:46:41 |
| 26   | Francisco Javier Marco | Spagna      | 00:14:50 | 00:57:14 | 00:34:37 | 01:46:41 |
| 27   | Michel Kunic           | Slovacchia  | 00:14:53 | 00:57:03 | 00:34:52 | 01:46:49 |
| 28   | Akos Schumacher        | Ungheria    | 00:16:30 | 00:55:21 | 00:35:19 | 01:47:11 |
| 29   | Christoph Mauch        | Svizzera    | 00:17:54 | 00:54:00 | 00:35:22 | 01:47:18 |
| 30   | Petteri Kosonen        | Finlandia   | 00:16:24 | 00:55:34 | 00:35:20 | 01:47:19 |
| 31   | Petteri Mustonen       | Finlandia   | 00:17:17 | 01:03:17 | 00:27:27 | 01:48:01 |
| 32   | Joachim Franzmann      | Germania    | 00:15:04 | 00:00:00 | 00:00:00 | 01:50:29 |
| 33   | Juerg Schaefer         | Svizzera    | 00:22:17 | 00:52:55 | 00:37:31 | 01:52:44 |

### Élite donne
| Pos. | Nome                 | Paese       | Nuoto    | Bici     | Corsa    | Totale   |
| ---- | -------------------- | ----------- | -------- | -------- | -------- | -------- |
|      | Suzanne Nielsen      | Danimarca   | 00:21:27 | 01:00:17 | 00:37:45 | 01:59:29 |
|      | Mieke Suys           | Belgio      | 00:21:41 | 01:00:23 | 00:38:41 | 02:00:47 |
|      | Sophie Delemer       | Francia     | 00:22:58 | 00:00:00 | 00:39:43 | 02:01:15 |
| 4    | Nancy Kemp-Arendt    | Lussemburgo | 00:21:12 | 01:00:29 | 00:40:13 | 02:01:55 |
| 5    | Ute Mueckel          | Germania    | 00:19:49 | 01:01:48 | 00:41:01 | 02:02:39 |
| 6    | Ute Schaefer         | Germania    | 00:23:46 | 00:00:00 | 00:40:19 | 02:02:58 |
| 7    | Kathleen Smet        | Belgio      | 00:20:34 | 01:01:09 | 00:41:31 | 02:03:15 |
| 8    | Renata Berkova       | Rep. Ceca   | 00:21:47 | 01:03:13 | 00:38:36 | 02:03:35 |
| 9    | Maribel Blanco       | Spagna      | 00:23:41 | 01:02:01 | 00:37:53 | 02:03:36 |
| 10   | Magali Di Marco      | Svizzera    | 00:20:32 | 01:02:45 | 00:40:42 | 02:03:59 |
| 11   | Charlotte Jensen     | Danimarca   | 00:23:14 | 01:02:58 | 00:37:57 | 02:04:10 |
| 12   | Jasmine Haemmerle    | Austria     | 00:22:59 | 01:00:56 | 00:40:20 | 02:04:16 |
| 13   | Natascha Badmann     | Svizzera    | 00:24:58 | 00:00:00 | 00:39:49 | 02:04:26 |
| 14   | Brigitte Scheithauer | Germania    | 00:21:10 | 01:02:05 | 00:41:53 | 02:05:10 |
| 15   | Nathalie Daumas      | Francia     | 00:21:49 | 01:03:09 | 00:40:16 | 02:05:15 |
| 16   | Marisa Gomez         | Spagna      | 00:21:22 | 01:03:41 | 00:41:02 | 02:06:07 |
| 17   | Rachel Horn          | Regno Unito | 00:23:05 | 01:02:54 | 00:40:08 | 02:06:08 |
| 18   | Ulrike Haas          | Germania    | 00:23:48 | 01:02:11 | 00:40:17 | 02:06:17 |
| 19   | Sibylle Matter       | Svizzera    | 00:21:19 | 01:02:48 | 00:42:13 | 02:06:21 |
| 20   | Brigitte Huber       | Svizzera    | 00:21:25 | 00:00:00 | 00:00:00 | 02:06:26 |
| 21   | Christine Hocq       | Francia     | 00:22:27 | 01:01:36 | 00:42:33 | 02:06:37 |
| 22   | Silvia Pepels        | Paesi Bassi | 00:21:18 | 01:03:42 | 00:41:43 | 02:06:44 |
| 23   | Nina Anisimova       | Russia      | 00:21:44 | 01:03:25 | 00:41:45 | 02:06:53 |
| 24   | Francisca Ruessli    | Svizzera    | 00:23:18 | 01:00:30 | 00:43:17 | 02:07:06 |
| 25   | Manuela Ianesi       | Italia      | 00:23:01 | 01:03:29 | 00:40:39 | 02:07:10 |
| 26   | Anja Dittmer         | Germania    | 00:22:29 | 01:04:34 | 00:40:17 | 02:07:21 |
| 27   | Adel Molnar          | Ungheria    | 00:21:48 | 01:04:52 | 00:40:44 | 02:07:25 |
| 28   | Silvia Riccò         | Italia      | 00:23:10 | 01:04:30 | 00:39:55 | 02:07:36 |
| 29   | Valerie Aubry        | Francia     | 00:21:33 | 01:04:04 | 00:42:07 | 02:07:45 |
| 30   | Loretta Sollars      | Regno Unito | 00:23:47 | 01:05:45 | 00:38:19 | 02:07:52 |

### Junior uomini
| Pos. | Nome               | Paese       | Nuoto | Bici  | Corsa | Totale   |
| ---- | ------------------ | ----------- | ----- | ----- | ----- | -------- |
|      | Ralph Zeetsen      | Paesi Bassi | 20:09 | 55:45 | 34:33 | 01:50:27 |
|      | Sebastien Berlier  | Francia     | 20:06 | 56:31 | 35:04 | 01:51:41 |
|      | Andreas Raelert    | Germania    | 20:08 | 55:42 | 36:31 | 01:52:21 |
| 4    | Roger Fischlin     | Svizzera    | 20:07 | 55:45 | 37:21 | 01:53:13 |
| 5    | Andras Heczey      | Ungheria    | 20:13 | 58:37 | 35:18 | 01:54:08 |
| 6    | Andriy Glushchenko | Ucraina     | 20:00 | 59:23 | 35:07 | 01:54:30 |